# Henrique Ferreira de Oliveira Brás
Henrique Ferreira de Oliveira Brás (Angra do Heroísmo, 9 de Fevereiro de 1884 — Furnas, 11 de Agosto de 1947), mais conhecido por Henrique Brás, foi um advogado, jornalista, político e historiógrafo, que se notabilizou na vida forense e na actividade política no Distrito Autónomo de Angra do Heroísmo. Foi o primeiro governador civil após a implantação da República Portuguesa, governando o distrito de 1910 a 1912, sendo posteriormente eleito deputado e senador ao Congresso da República. Também teve importante participação na governação autárquica, presidindo à Câmara Municipal de Angra do Heroísmo e à Junta Geral do distrito. Ficou conhecido pelos seus dotes de orador e foi sócio fundador do Instituto Histórico da Ilha Terceira.

## Biografia
Estudou na sua cidade natal, frequentando o ensino secundário no Liceu Nacional de Angra do Heroísmo, mas apenas concluindo o curso complementar dos liceus em Lisboa. Enquanto estudante liceal em Angra do Heroísmo, colaborou no periódico estudantil Vida Académica e Recreio academico (iniciado em 1900), e publicou um livro de versos.
Matriculou-se seguidamente no curso de Direito da Universidade de Coimbra, onde se distinguiu pela sua participação na comissão que organizou a greve académica de 1907 e pela sua militância no grupo estudantil designado por intransigente. Participou em conferências e comícios, nos quais se revelou um orador de mérito, colaborou no periódico Alma Académica e dirigiu a Revista Atlântida de Coimbra. A experiência estudantil em Coimbra levou-a a desenvolver um apego ao republicanismo democrático que marcaria profundamente o seu percurso político, cívico e de escritor.
Terminado o curso fixa-se em Angra do Heroísmo com banca de advogado, seguindo a carreira da advocacia e de notário, actividade em que ascenderia a director da secretaria notarial daquela cidade. Os seus dotes oratório fizeram dele um advogado distinto, persistindo anedotas baseadas na fineza do seu espírito e humor nas disputas forenses.
Logo após a implantação da República Portuguesa foi nomeado governador civil do Distrito Autónomo de Angra do Heroísmo, cargo que exerceu de 5 de Outubro de 1910 a 17 de Fevereiro de 1912. O seu envolvimento político cresceu quando foi eleito deputado ao Congresso da República, em representação do círculo eleitoral de Angra do Heroísmo, nas eleições suplementares de 1913. Voltou a ser eleito pelo mesmo círculo, integrado nas listas da União Republicana, para a IV Legislatura (1919-1921) e depois como senador ao Congresso da República nas eleições senatoriais de 1921. Em 1925 foi novamente eleito senador pelo mesmo círculo, ocupando essas funções quando ocorreu o golpe de 28 de Maio de 1926 que pôs termo à Primeira República Portuguesa. Participou activamente na vida política da Primeira República, o que o levou em 1921 a ser chefe de gabinete do Presidente do Conselho, então António Granjo, desempenhando nessas funções papel de grande relevo.
No plano autárquico, foi presidente da Câmara Municipal de Angra do Heroísmo e em 1918 presidiu interinamente à Junta Geral do Distrito Autónomo de Angra do Heroísmo.
Considerado um republicano moderado, com o fim da Primeira República e a consolidação da ditadura do Estado Novo, abandonou a actividade política e dedicou-se à cultura e à investigação histórica, revelando-se um notável conferencista. Foi um dos sócios fundadores do Instituto Histórico da Ilha Terceira, instituição criada em 1942 aproveitando a norma do Estatuto dos Distritos Autónomos das Ilhas Adjacentes que permitia a subsidiação a agremiações de cultura, tentando por essa via superar o vazio cultural que então se vivia nos Açores.
Como escritor, dedicou-se à poesia, que abandonou, e à literatura de viagens, relatando impressões das suas viagens pela Europa. Foi contudo no campo da historiografia, com destaque para o estudo das viagens de açorianos no Atlântico Norte e da sua participação no descobrimento da América. Sobre este último tema manteve uma interessante polémica pública com Duarte Leite. Também se dedicou à história local, publicando um notável estudo sobre o desenvolvimento urbano da cidade de Angra do Heroísmo, que intitulou Ruas da Cidade, obra que se mantém como o mais importante estudo sobre o tema.
Foi agraciado com o grau de Comendador da Ordem de Leopoldo da Bélgica.

## Principais publicações
- 1912 — Vagidos (primeiros versos). Angra do Heroísmo: Sousa e Andrade.
- 1934 — Longe do meu horizonte: Crónicas de viagens. Angra do Heroísmo: Tip. Medina.
- 1943 — José Fernandes Lavrador. Angra do Heroísmo: Instituto Histórico da Ilha Terceira.
- 1944 — A descoberta da Terra Nova do bacalhau. Angra do Heroísmo: Instituto Histórico da Ilha Terceira.
- 1945 — A propósito da descoberta pré-colombiana de terras da América. Angra do Heroísmo: Instituto Histórico da Ilha Terceira.
- 1947 — Ruas da Cidade (notas históricas e anedóticas. Subsídios para a toponímia da cidade de Angra). Angra do Heroísmo: Instituto Histórico da Ilha Terceira.
- 1985 — Ruas da Cidade e outros escritos. Angra do Heroísmo: Instituto Histórico da Ilha Terceira (compilação póstuma dos seus principais trabalhos).